# Deutsche Kolonialbestrebungen in Südostafrika

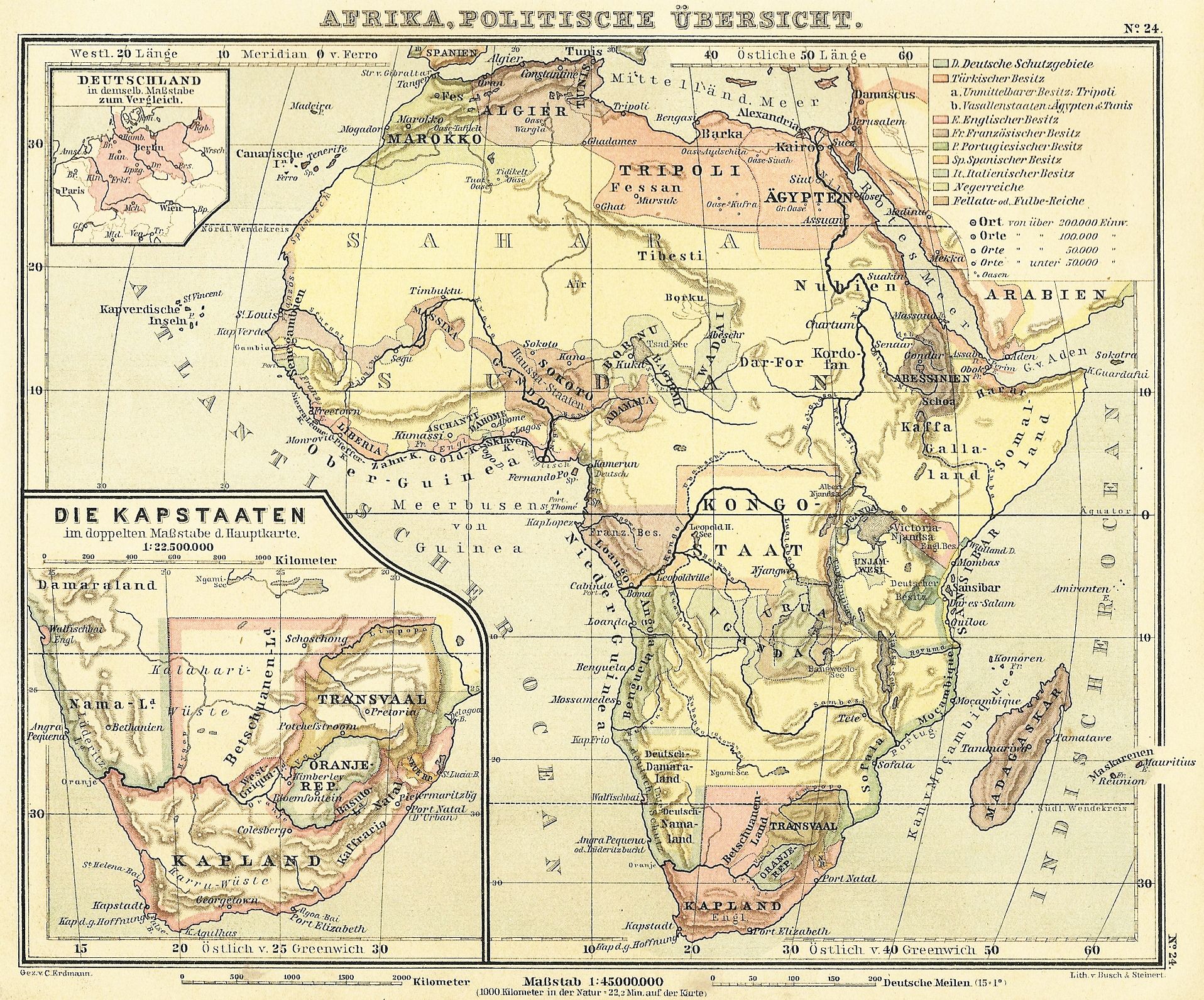
Politische Karte Afrikas, 1888

Deutsche Kolonialbestrebungen in Südostafrika waren überwiegend private Initiativen Ende des 19. Jahrhunderts mit dem Ziel, deutsche Kolonien im südlichen Afrika am Indischen Ozean zu gründen. Eine Parallele war die Koloniegründung im späteren Deutsch-Südwestafrika, womit eine geschlossene, deutsche Siedlungskolonie unter Einbezug weiterer Gebiete möglich schien. Die Pläne standen jedoch in Konkurrenz zu den Kolonialinteressen Großbritanniens. Aufgrund Deutschlands Politik der Nichteinmischung in dieser Region erhielten die versuchten „Landerwerbungen“ keinen Reichsschutz und scheiterten.

## Vorgeschichte
Bereits 1777 erwarb die österreichische Handelskompanie einen Hafen in der Delagoa-Bucht (heute Maputo-Bucht in Mosambik) an der Südostküste Afrikas. Das Gebiet war zuvor von der Niederländischen Ostindien-Kompanie aufgegeben worden. Eine kleine Befestigung wurde errichtet und zur österreichischen Kolonie erklärt. 1781 ging die Bucht jedoch an Portugal über.
Im 19. Jahrhundert lebten deutschstämmige Siedler im späteren Südafrika, etwa die Angehörigen der Deutschen Legion in Britisch-Kaffraria und die Deutschen in Natal.

## Idee einer deutsch-burischen Siedlungskolonie

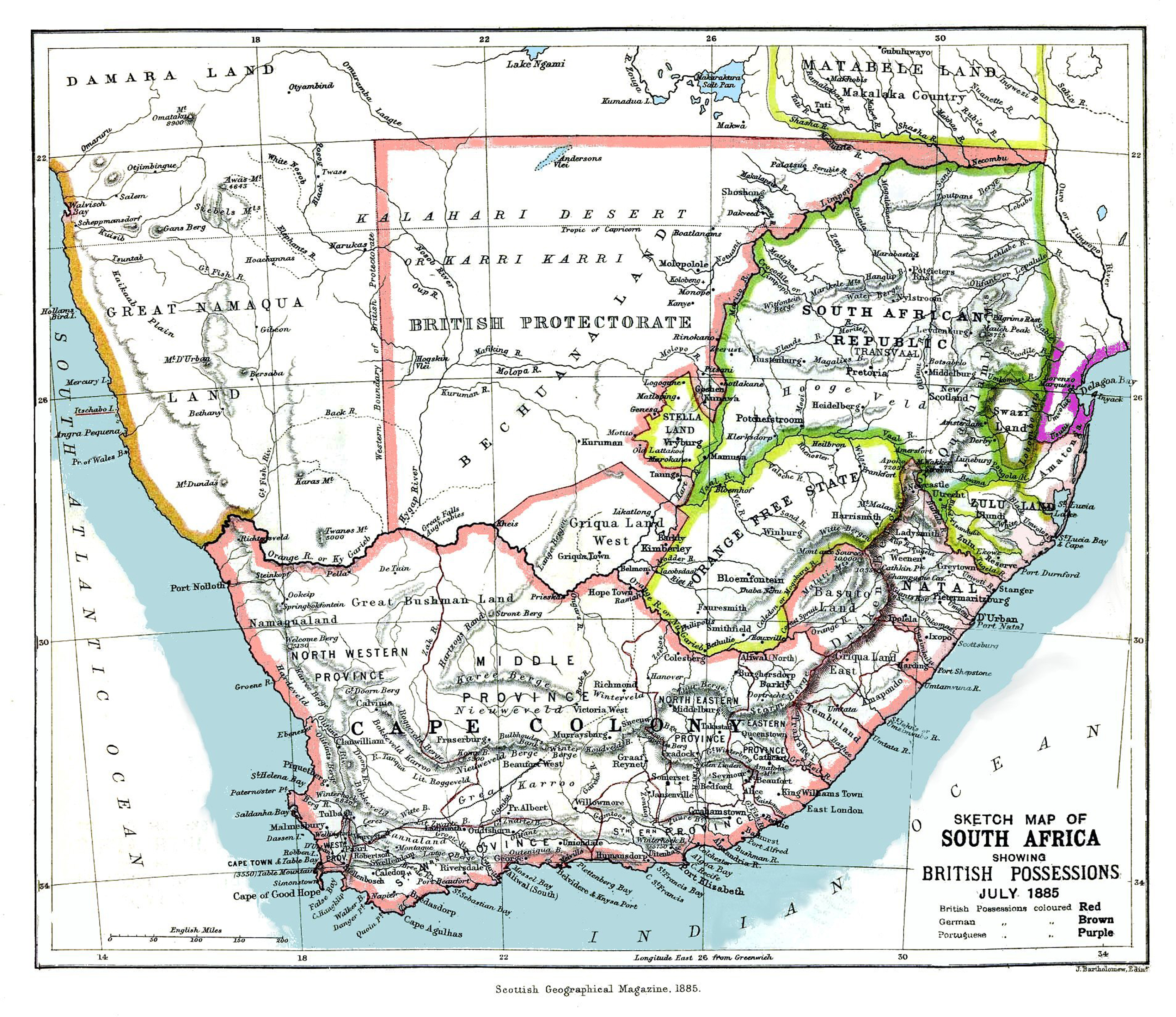
Koloniale Grenzen im südlichen Afrika, 1885

Der deutsche Kolonialbefürworter Ernst von Weber legte in seinem 1878 erschienenen Werk Vier Jahre in Afrika nahe, die Delagoa-Bucht durch Deutschland in Besitz zu nehmen und richtete ein diesbezügliches Memorandum an den deutschen Kaiser Wilhelm I. und Reichskanzler Otto von Bismarck. Von der vielgenannten Delagoa-Bucht aus sollte eine „Germanisierung“ und Schutzherrschaft über die deutschen und niederländischen Siedler Südafrikas ausgehen. Das Ansinnen scheiterte jedoch an der damaligen Zurückhaltung der deutschen Politik, besonders Bismarcks, in kolonialen Fragen.
Adolf Lüderitz griff den Plan Webers 1884 wieder auf, als er nach der Gründung von „Lüderitzland“ im späteren Deutsch-Südwestafrika eine Vergrößerung nach Osten bis an den Indischen Ozean anstrebte. Das Territorium sollte die Burenrepublik Transvaal mit einschließen. Die so entstehende Kolonie hätte laut Lüderitz als Auffangbecken für die deutsche Überseewanderung dienen können. Bismarck stand jedoch diesen Plänen, die weit über Schutzrechte für Handelsniederlassung hinausgingen, weiterhin ablehnend gegenüber. Zudem beeilte sich Großbritannien, 1885 das Protektorat Betschuanaland zu installieren, was mit der geänderten geopolitischen Lage in der Region zusammenhing. Wie ein Keil lag nunmehr das britische Protektorat zwischen der deutschen Kolonie im Westen und den Burenrepubliken im Osten. Lüderitz fühlte sich auf Südwestafrika „zurückgeworfen“.
In den folgenden Jahren steigerte die deutsch-burische Annäherungspolitik das britische Missfallen, das durch die Krüger-Depesche 1896 seinen Höhepunkt erreichte. Der Depesche ging die Erwägung Wilhelms II. voraus, kurzerhand ein deutsches Protektorat über Transvaal zu proklamieren und sogleich Marineinfanterie zu Unterstützung der Buren zu entsenden. Aufgrund schwerwiegender diplomatischer Bedenken und der schwierigen militärischen Durchführbarkeit ließ sich der Kaiser hiervon abbringen.
Auch wirtschaftliche Interessen sorgten in den 1880er und 1890er Jahren wiederholt für Spekulationen hinsichtlich kolonialer Absichten Deutschlands im südlichen Afrika. Deutsche Kapitalgeber waren etwa am burischen Eisenbahnbau beteiligt. Der Präsident der Südafrikanischen Republik Transvaal, Paul Kruger, hegt selbst Pläne für eine Eisenbahnverbindung zwischen der Lüderitz-Bucht am Atlantik und der Santa-Lucia-Bucht am Indischen Ozean.

## Deutsche Kolonisationsansätze in Südostafrika

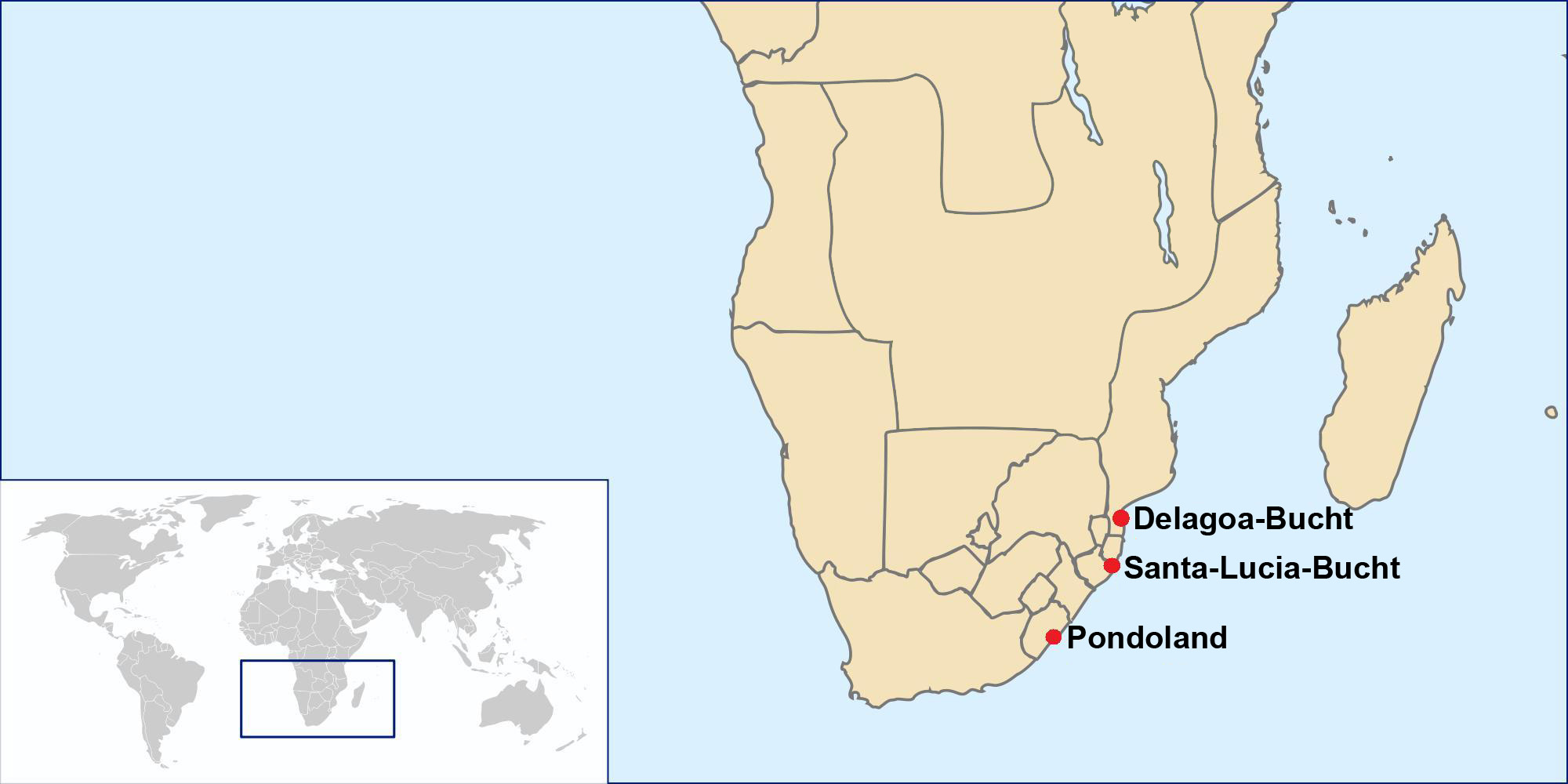
Orte deutscher Kolonisationsversuche an der Küste Südostafrikas, vor 1890

Der deutsche Afrikaforscher Karl Mauch bereiste das Mashonaland und Transvaal um das Jahr 1870 und sprach sich für eine dortige deutsche Kolonie aus. Im Winter 1883/1884 schickte der deutsche Kolonialist Carl Peters einen südost-afrikanischen Kolonialplan an das Auswärtige Amt in Berlin, in dem er die deutsche Inbesitznahme das Mashonalandes zwischen dem Sambesi und Transvaal vorschlug. Im Sommer 1884 teilte Bismarck mit, dass sämtliche Gebiete südlich des Sambesi als britische Interessensphäre anzusehen seien. Eine deutsche Besitzergreifung finde keine Zustimmung. Auch der Präsident des Deutschen Kolonialvereins, Hermann zu Hohenlohe-Langenburg, sowie Friedrich Fabri lehnten das Projekt als vereinsseitig unbeabsichtigt und verfrüht ab. Peters empörte sich später, die Region sei erst 1889 in britischen Besitz gelangt, eine deutsche Kolonie daher möglich gewesen.
Trotz der Zurückhaltung der deutschen Reichsregierung und der Konkurrenz zu Großbritannien starteten deutsche Privatleute und Militärs vereinzelte Vorbereitungen für Stützpunkte im Südosten Afrikas, die jedoch nirgends Bestand hatten. Das fortgeschrittenste Vorhaben war die versuchte Inbesitznahme der Bucht von Santa-Lucia im Zululand.

### Santa-Lucia-Bucht

Lage der Santa Lucia Bay in Zulu-Land um 1885 (Besitzungen des Hauses F.A.E. Lüderitz)

Im November 1884 schloss der deutsche Reisende August Einwald im Namen von Adolf Lüderitz mit dem König Dinizulu einen Vertrag, der Deutschland einen lokalen Gebietsanspruch am heutigen St.-Lucia-See im Königreich Zululand sichern sollte. Der deutsche Oberst Adolf Schiel versuchte, die vermeintlichen Ansprüche und damit verbundenen Möglichkeiten bei Bismarck geltend zu machen. Kurzzeitig schien so eine deutsche Kolonie zwischen Portugiesisch-Ostafrika (Mosambik) im Norden und der britischen Kolonie Natal im Süden entstehen zu können. Im Zuge eines Ausgleichs mit Großbritannien wurde das Ansinnen aber im Mai 1885 endgültig abgelehnt, als sich die Briten auf einen schon 1843 geschlossenen Vertrag mit König Phunga beriefen. Von 1884 bis 1887 entstand um die Santa-Lucia-Bucht der kurzlebige Burenstaat Nieuwe Republiek.

### Pondoland

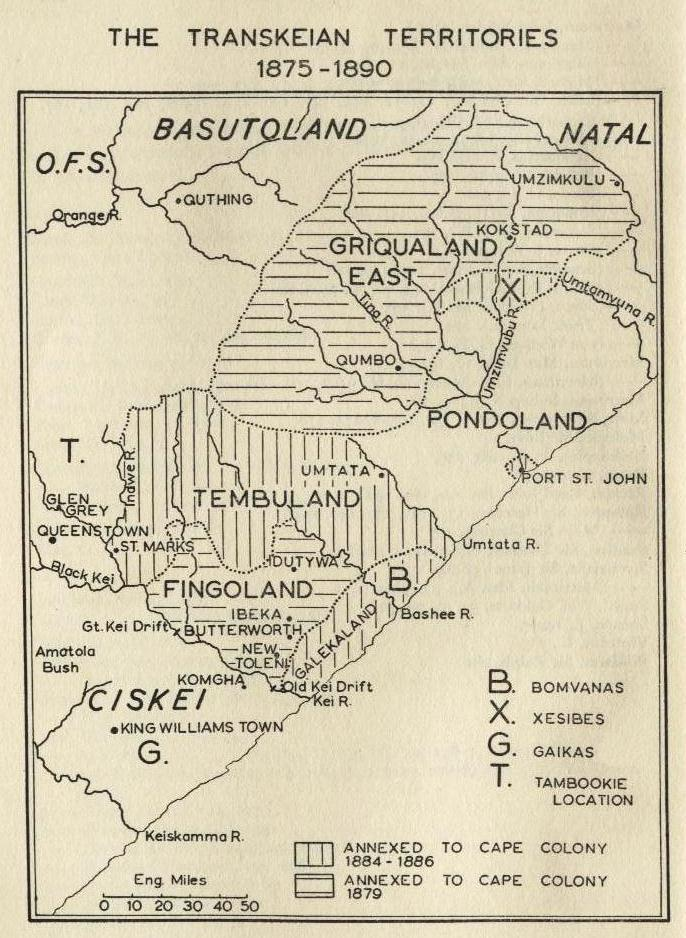
Pondoland und von der Kapkolonie annektierte Nachbargebiete, 1875–1890

1885 unternahm der badische Premierleutnant a. D. Emil Nagel den Versuch, im Pondoland eine deutsche Kolonie zu gründen. Nagel erwarb 400 km² Land von Häuptling Umquikela. Durch Otto Kersten wurde 1886 die Deutsche Pondoland-Gesellschaft (DPLG) in Berlin gegründet, die 1887 eine Expedition ins Pondoland entsendete. Die deutsche Pondoland-Expedition hatten den Auftrag, die tatsächliche Besitzergreifung einzuleiten, eine Versuchsstation für Ackerbau und Viehzucht anzulegen, Handelsbeziehungen zu den Bewohnern aufzubauen und die Rohstoffe des Landes zu untersuchen. Die Expedition traf den Sohn des im Oktober 1887 verstorbenen Oberhauptes Umquikela namens Usigkao. Dieser bestätigte nach langen Verhandlungen den vom Vater mit Nagel geschlossenen Vertrag und stimmte einer Übertragung auf die DPLG zu. 1888 legten die Expeditionsmitglieder zwei Stationen an: Die Station Lambas für Viehzucht- und Ackerbauversuche lag an der Wild Coast bei Port Grosvenor. Die Station Intsubana, zur Sammlung von Holzproben, lag landeinwärts im Ekossawald. Angesichts britischer Ansprüche versagte aber das Deutsche Kaiserreich den Status als Schutzgebiet. Noch im Jahre 1887 wurde Pondoland durch Großbritannien annektiert. Bis 1889 konnte die DPLG ihren Landbesitz auf etwa 1.500 km² erweitern (einschließlich wertvoller Holzbestände im Ekossawald). In deutschen Zeitungen wurden Siedler dazu aufgerufen, sich in dem Gebiet niederzulassen. Diesem Vorhaben war jedoch ebenfalls kein Erfolg beschieden. 1894 erfolgte schließlich die Vereinigung des Pondolandes mit der britischen Kapkolonie.

### Delagoa-Bucht

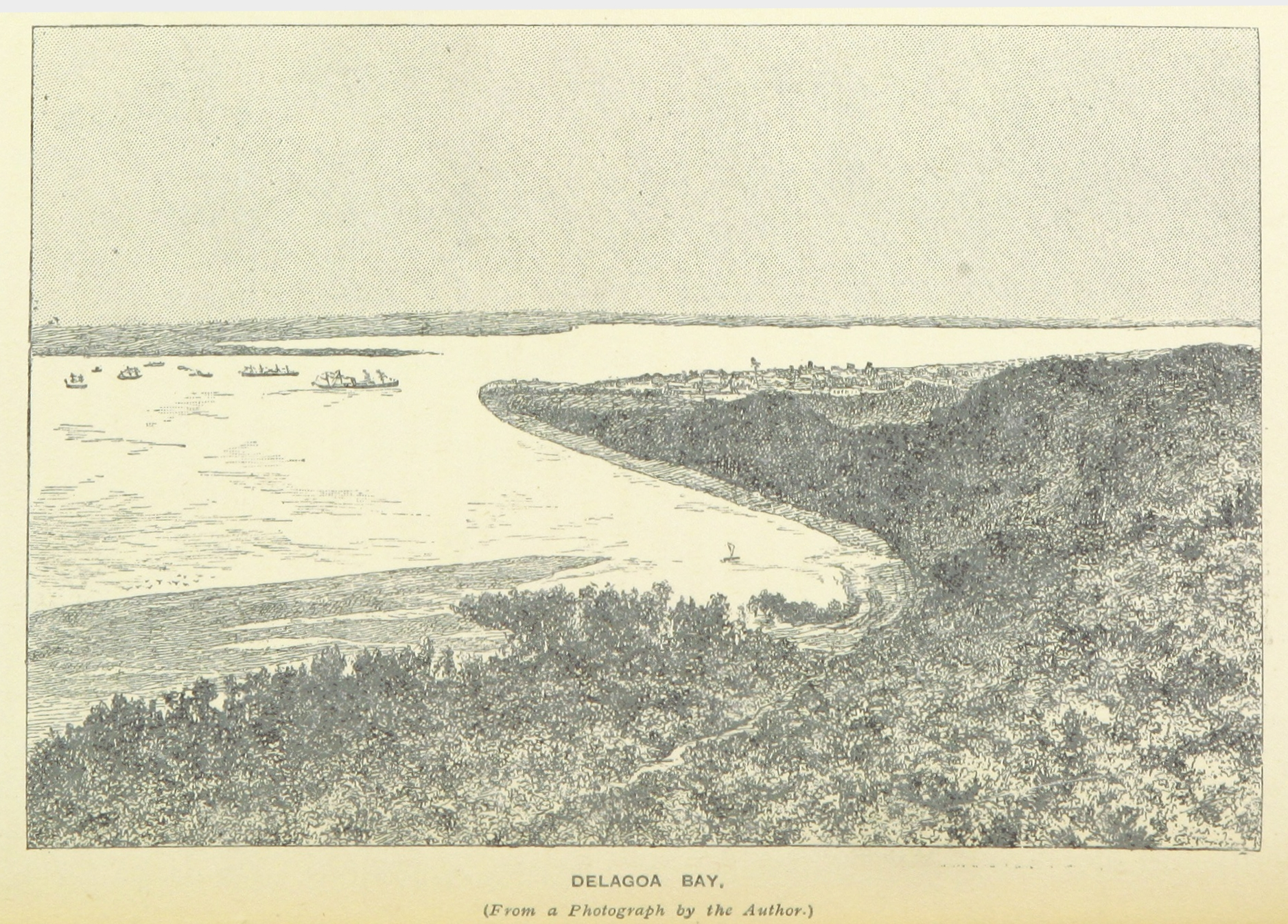
Delagoa-Bucht 1891

Der Erwerb der Delagoa-Bucht war ein wiederholt geäußertes und doch nie verwirklichtes Ziel deutscher Flotten- und Kolonialpolitik. Ihre strategische Lage als Zugangsweg der Burenstaaten schürte abermals Hoffnungen auf einen Ausgangspunkt einer deutsch-burischen Landbrücke bis Deutsch-Südwestafrika. Die zu Portugiesisch-Ostafrika gehörende Bucht stand in den 1890er Jahren im Mittelpunkt sowohl britischer und burischer als auch deutscher Interessen. Die Eisenbahnlinie zwischen Pretoria und dem Hafen von Lourenço Marques an der Delagoa-Bucht wurde unter anderem mit deutschem Kapital gebaut. Um den Zugang zum Hafens und zu der Bahnanbindung für Deutschland zu sichern, entsandte die Kaiserliche Marine noch 1895 zur Bahneröffnung Kriegsschiffe in die Bucht. Die deutschen Kreuzer Condor und Cormoran zeigten die deutsche Präsenz in der Bucht an. Großbritannien sollten Zugeständnisse bei der erwarteten Abtretung und Neuverteilung der portugiesischen Kolonien ertrotzt werden, wozu es zunächst nicht kam.

## Folgen

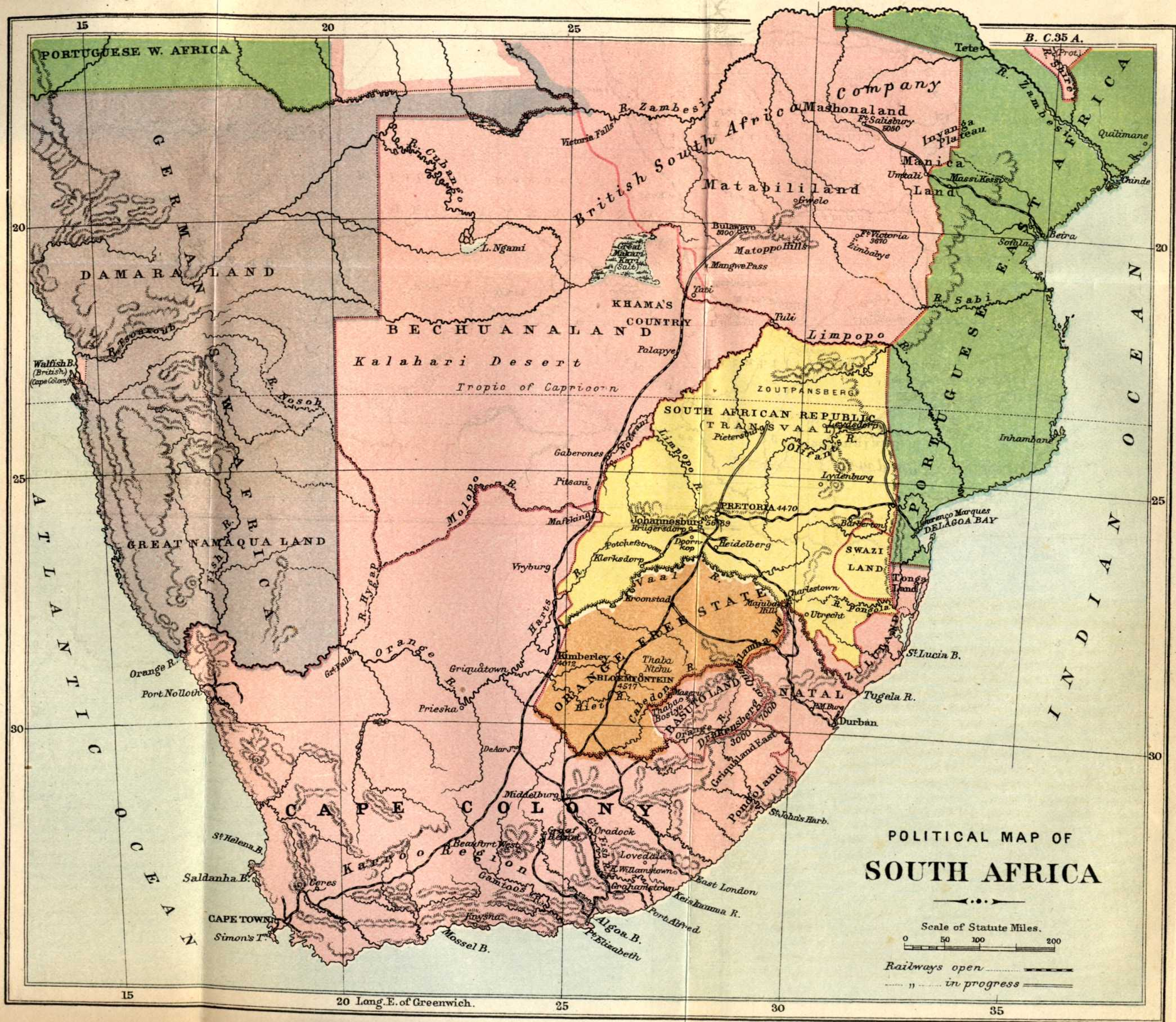
Politische Karte Südafrikas nach Gebietsabgrenzungen von 1890: britisch (rosa), burisch (gelb/orange), deutsch (violett), portugiesisch (grün)

Bereits im Zuge des Verzichts auf die Santa-Lucia-Bucht, hatte Deutschland am 5. Mai 1885 zugesagt, keine Erwerbungen zwischen Natal und der Delagoa-Bucht zu machen. 
Im Artikel III des sogenannten Helgoland-Sansibar-Vertrags vom 1. Juli 1890 wurde die deutsche Interessensphäre im südlichen Afrika schließlich auf Deutsch-Südwestafrika begrenzt. Deutschland erhielt lediglich einen schmalen Gebietsstreifen im Norden, den sogenannten Caprivizipfel, der Deutsch-Südwestafrika mit dem Sambesi verband. Eine weitergehende Verbindung bis an den Indischen Ozean kam nicht zustande. Die südöstliche Festlandküste Afrikas blieb unter britischer und portugiesischer Kontrolle. Allerdings schlossen das Deutsche Kaiserreich und Großbritannien 1898 eine (nie verwirklichte) Vereinbarung über die Aufteilung des portugiesischen Kolonialbesitzes (Angola-Vertrag), doch auch dieser Vereinbarung zufolge wäre der südliche Teil Portugiesisch-Ostafrikas an Großbritannien, nicht an Deutschland gefallen.